# Asterogyne guianensis
Asterogyne guianensis är en enhjärtbladig växtart som beskrevs av Granv. och Andrew James Henderson. Asterogyne guianensis ingår i släktet Asterogyne och familjen Arecaceae. Inga underarter finns listade i Catalogue of Life.